# Kizzy Edgell
Kizzy Edgell (* 15. August 2002) ist ein britischer Schauspieler.

## Leben und Karriere
Edgell wurde am 15. August 2002 geboren und wuchs in Wandsworth auf. Er besuchte die Orleans Park School und studierte Psychologie. Seit 2022 spielt er in der Netflixserie Heartstopper eine Hauptrolle. Zudem war er zusammen mit anderen Hauptdarstellern von Heartstopper auf dem Cover von Attitude zu sehen.

## Privates
Edgell identifizierte sich früher als nichtbinär und verwendete ausschließlich die Pronomen they/them. 2023 outete sich Edgell als transmaskulin und queer und verwendet sowohl die Pronomen he/him als auch they/them.

## Filmografie
- 2022–2024: Heartstopper (Fernsehserie, 21 Folgen)
- 2023: Tudum: A Netflix Global Fan Event